# Форд, Том (модельер)
Томас Карлайл Форд (англ. Thomas Carlyle Ford, род. 27 августа 1961 год, Остин, Техас, США) — американский дизайнер и кинорежиссёр. Получил широкую известность во время работы в доме моды Gucci.

## Биография

### Ранние годы
Родился в Остине, штат Техас, в семье риэлторов Тома Форда и Ширли Бантон. Детство провёл в Сан-Маркосе. Когда ему было 11 лет, семья переехала в Санта-Фе (штат Нью-Мексико).
В 17 лет он самостоятельно поехал в Нью-Йорк с целью получить образование, где поступил в университет. Форд начал свою карьеру в качестве модели для телевизионной рекламы до изучения дизайна интерьера в Parsons School of Design в Нью-Йорке. В свой последний год в Parsons School, он изменил фокус и направил своё внимание на дизайн одежды.

### Дизайнерская карьера
Нанимаясь на первую серьёзную работу в школу дизайна Parsons, скрыл, что имеет образование архитектора и на предыдущем месте, хоть и трудился в fashion-индустрии (в доме моды Chloé), но занимался лишь связями с общественностью.
В качестве дизайнера-фрилансера на Seventh Avenue Форд сначала работал для Cathy Hardwick, а затем в
1988 году в отделе джинсов Perry Ellis (существовавшее непродолжительный период направление Marc Jacobs).
В 1990 году, в худший финансовый год компании, Форд был назначен дизайнером женской одежды в Gucci.
Из-за стратегических и творческих просчетов, а также семейной вражды, компания Gucci в тот период теряла 340 миллиардов лир в год. В 1992 году Форд стал директором по дизайну, а в 1994 году — креативным директором Gucci. В первые шесть месяцев 1995 года доходы компании Gucci увеличились на 87 процентов.
Именно этот период отличен появлением the classic Gucci loafer in rainbow hues (1991, классические лоуферы с оттенками радуги) и успехом the Gucci platform snaffle clog (1992, сабо на платформе с украшением в виде трензеля).
Его новаторский взгляд на модную индустрию получил признание как со стороны широкой общественности, так и со стороны коллег. Совет модных дизайнеров Америки в 1996 году признал Тома Форда дизайнером года.
В 1997 году журнал People назвал Тома Форда в числе 50 самых красивых людей мира.
Из интервью дизайнера:
По-моему, иногда я выгляжу настолько собранным, что можно подумать: ему все даётся без труда, но это далеко не так. Я трачу огромное количество времени и сил на то, чтобы всё шло как по маслу, что со стороны действительно кажется, словно всё делается без усилий. Чтобы остаться на вершине или вернуться туда, надо постоянно бороться, а мне нравится побеждать и быть успешным… Каждый день ты идёшь на работу, как на войну, и надо быть во всеоружии.

Свой первый бутик он открыл в апреле 2007 года на знаменитой Мэдисон Авеню в Нью-Йорке. Годом позже открылся его первый магазин за пределами США, в Цюрихе. В сентябре 2008 года — магазин в Торонто. В сентябре 2011 года Форд открыл магазин в Москве.
В июне 2009 года представил в Лондоне свой новый аромат Bois Marocain. Летом 2009 года представил публике дизайн костюмов оперы «Письмо».
По всему миру существует[когда?] 49 бутиков Tom Ford, в том числе в таких городах, как Милан, Токио, Лас-Вегас, Цюрих, Нью Дели, Шанхай и Москва. Помимо одежды, бренд также выпускает косметику под лейблом Tom Ford Beauty.
Из статьи The International Herald Tribune:
Все, что относится к марке Tom Ford International, — от костюмов на заказ до шёлковых платьев — позиционировано в старом мире гламура как непременная атрибутика олигархов, у которых в ванной обязательно стоят золотые унитазы. В магазине дизайнера на Madison Avenue швейцар и администратор приветствуют каждого гостя, а затем сопровождают в индивидуальные салоны с мраморными каминами и бобровыми коврами. Высокохудожественность интерьера проявляется, прежде всего, в столе от Клода Леланна, драпированном позолоченной крокодиловой кожей, а также в скульптуре Лучо Фонтаны (Форд пытается с трудом объяснить, что она представляет собой вагину).
4 сентября 2024 года креативным директором модного дома Tom Ford стал Хайдер Акерманн.
Том Форд получит награду за выдающиеся заслуги в индустрии моды на The Fashion Awards 2024, церемония состоится 2 декабря.

### Кинематограф
В 2009 году дебютировал как режиссёр, сняв ленту «Одинокий мужчина» (англ. A Single Man). На Венецианском кинофестивале 2009 года картина была номинирована на приз «Золотой лев». Исполнитель главной роли Колин Фёрт получил награду как «Лучший актёр».
Свои киноискания дизайнер объясняет просто:
В год у меня было по 16 коллекций и восемь показов на дефиле, где ты постоянно должен заново изобретать колесо: новую обувь, новую сумку, новую вещь, а это всё такое одноразовое. Теперь у меня другой бизнес: я успеваю делать упор на качество… Я просто боюсь, что если снова суну ногу в это болото, меня засосёт, и следующие 30 лет пролетят со свистом мимо. После меня останется только гора платьев в музее, а у меня не будет времени на подлинную жизнь.

В 2016 году вышел фильм «Под покровом ночи» (англ. Nocturnal Animals). За эту работу Том Форд получил «Гран-при жюри» на Венецианском кинофестивале 2016 года.

### Личная жизнь
Партнером Тома Форда являлся журналист Ричард Бакли; они были вместе с 1986 года. Ранее Ричард возглавлял мужскую версию журнала Vogue — Vogue Hommes International.
23 сентября 2012 года у Тома Форда и Ричарда Бакли родился ребёнок (мальчика выносила суррогатная мать). Мальчика назвали Александр Джон Бакли Форд. Форд и Бакли поженились в США в 2014 году.
Том Форд проживает в Лондоне в Южном Кенсингтоне в доме XIX века, недалеко от Гайд-парка.
19 сентября 2021 года в возрасте 72 лет Ричард Бакли, партнёр Тома Форда, скончался от продолжительной болезни в собственном доме в Лос-Анджелесе.

## В культуре
В фильме «Дом Gucci» (2021) роль Форда сыграл Рив Карни.